# Iván Herczeg
Iván Herczeg (1954) es un deportista húngaro que compitió en piragüismo en la modalidad de aguas tranquilas. Ganó dos medallas en el Campeonato Mundial de Piragüismo, oro en 1975 y plata en 1977.

## Palmarés internacional
| Campeonato Mundial | Campeonato Mundial    | Campeonato Mundial | Campeonato Mundial |
| Año                | Lugar                 | Medalla            | Competición        |
| ------------------ | --------------------- | ------------------ | ------------------ |
| 1975               | Belgrado (Yugoslavia) | Medalla de oro     | K1 4 × 500 m       |
| 1977               | Sofía (Bulgaria)      | Medalla de plata   | K4 10 000 m        |